# Meret Engelhardt
Meret Engelhardt (* 30. Juni 1988 in Wien) ist eine österreichische Schauspielerin.

## Leben und Schaffen
Meret Engelhardt studierte zunächst Theater-, Film- und Medienwissenschaften an der Universität Wien. Von 2008 bis 2012 studierte sie Schauspiel an der Universität für Musik und darstellende Kunst Graz (KUG) und arbeitete mit Regisseuren wie Johann Kresnik und Igor Bauersima zusammen. Sie spielte am dramagraz und war in der Inszenierung von Millers „Hexenjagd“ von Anna Badora am Schauspielhaus Graz zu sehen.
Nach ihrem ersten Festengagement am Theater Paderborn, wo sie unter anderem als Pauline Piperkarcka in Hauptmanns „Die Ratten“ und als Sarah Regan in „Harper Regan“ von Simon Stephens zu sehen war, war sie von 2014 bis 2018 Ensemblemitglied am Staatstheater Meiningen. Hier arbeitete sie mit Regisseuren wie Ansgar Haag, Andreas Morell und Jasmina Hadziahmetovic zusammen.
2017 wurde sie mit dem Ulrich-Burkhardt-Förderpreis ausgezeichnet und war u. a. als Kriemhild in Hebbels „Nibelungen“, als Lämmchen in „Kleiner Mann, was nun?“, als Gretchen in „Urfaust“ und als Caliban in Shakespeares „Der Sturm“ zu sehen.
Von 2018 bis 2021 war Meret Engelhardt am Staatstheater Kassel engagiert. Dort debütierte sie als Julia in „Romeo und Julia“ in der Inszenierung von Johanna Wehner. Darüber hinaus arbeitete sie mit Regisseuren wie Laura Linnenbaum, Markus Dietz, Thomas Bockelmann und Gustav Rueb zusammen. Seit der Spielzeit 21/22 ist sie festes Ensemblemitglied am Oldenburgischen Staatstheater, wo sie eine kontinuierliche Arbeit mit der Regisseurin Ebru Tartici Borchers verbindet.
Abseits der Bühne steht Meret Engelhardt immer wieder auch vor der Kamera. So drehte sie 2023 den Kinofilm „Wilma will mehr“ in der Regie von Maren-Kea Freese und verkörperte Michaela Gert in der Netflix-Serie „The Austrian Case“.

## Rollen (Auswahl)
- Mascha K., "Mascha K. Tourist Status, Regie: Ebru Tartici Borchers, Oldenburgisches Staatstheater, 2025
- Mrs. Bennet, Darcy, „Stolz und Vorurteil. Oder so“, Regie: Maja Delinić, Oldenburgisches Staatstheater, 2024
- Beltrame, „Der Impresario“, Regie: Robert Gerloff, Oldenburgisches Staatstheater, 2024
- Eve Charlier, „Das Spiel ist aus“, Regie: Peter Hailer, Oldenburgisches Staatstheater, 2024
- Spielerin, „Amsterdam“, Regie: Ebru Tartici Borchers, Oldenburgisches Staatstheater, 2022
- Biegler, „Gott“, Regie: Peter Hailer, Oldenburgisches Staatstheater, 2021
- Judith Covey, „Foxfinder“, Regie: Maik Priebe, Oldenburgisches Staatstheater, 2021
- Spieler, „Welcome to Paradise Lost“, Regie: Gustav Rueb, Staatstheater Kassel, 2020
- Caliban / Miranda, „Der Sturm“, Regie: Thomas Bockelmann, Staatstheater Kassel, 2020
- Richter, „Der NSU Prozess. Die Protokolle“, Regie: Janis Knorr, Staatstheater Kassel, 2019
- Yvette Portier, „Mutter Courage und ihre Kinder“, Regie: Laura Linnenbaum, Staatstheater Kassel, 2019
- Albertinchen, „Operette“, Regie: Philipp Rosendahl, Staatstheater Kassel, 2019
- Belinda, „Schöne Bescherungen“, Regie: Markus Dietz, Staatstheater Kassel, 2018
- Julia, „Romeo und Julia“, Regie: Johanna Wehner, Staatstheater Kassel, 2018
- Olga, „Die schmutzigen Hände“, Regie: Jasmina Hadziahmetovic, Staatstheater Meiningen, 2018
- Caliban, „Der Sturm“, Regie: Andreas Morell, Staatstheater Meinigen, 2018
- Lämmchen, „Kleiner Mann, was nun?“, Regie: Yvonne Groneberg, Staatstheater Meiningen, 2017
- Die Schnurrbärtige, „Moskau-Petuschki“, Regie: Martina Gredler, Staatstheater Meiningen, 2017
- Gretchen, „Urfaust“, Regie: Gabriela Gillert, Staatstheater Meiningen, 2017
- Christine Linde, Nora 2, „Nora“, Regie: Rudolf Frey, Staatstheater Meiningen, 2016
- Yvette, „Mutter Courage und ihre Kinder“, Regie: Jasmina Hadziahmetovic, Staatstheater Meiningen, 2016
- Warja, „Der Kirschgarten“, Regie: Patric Seibert, Staatstheater Meiningen, 2016
- Natalie von Oranien, ein Mädchen, „Prinz Friedrich von Homburg / Draußen vor der Tür“, Regie: Ansgar Haag, Staatstheater Meiningen, 2015
- Kriemhild, „Die Nibelungen“, Regie: Lars Wernecke, Staatstheater Meiningen, 2015
- Hero, „Viel Lärm um Nichts“, Regie: Tobias Rott, Staatstheater Meiningen, 2015
- Connie, „The Effect“, Regie: Barbara Neureiter, Staatstheater Meiningen, 2014
- Magdalena, „Wir lieben und wissen nichts“, Regie: Johannes Kaetzler, Wolfgang Borchert Theater Münster, 2014
- Lucy, „Die Dreigroschenoper“, Regie: Maya Fanke, Theater Paderborn, 2013
- Pauline Piperkarzcka, „Die Ratten“, Regie: Katja Lauken, Theater Paderborn, 2013
- Sarah Regan, „Harper Regan“, Regie: Irmgard Lübke, Theater Paderborn, 2012
- Künstlerische Diplomarbeit in Eigenregie, „Vollkommen leblos, bestenfalls tot.“ 2012
- Mi Tzü, „Der gute Mensch von Sezuan“, Regie: Axel Richter, Theater im Palais Graz, 2011
- Beebee, „Suburbia“(Eric Bogosian), Regie: Igor Bauersima, Theater im Palais Graz, 2011
- Eine Rolle, „Publikumsbeschimpfung“, Regie: Kitty Buchhammer, Theater im Palais Graz, 2011
- Fritzi, der Richter, „Der Lechner Edi schaut ins Paradies“ (Jura Soyfer), Regie: Reinhard Herrgesell-Mitter, Theater im Palais Graz, 2010
- Susanna Walcott, „Hexenjagd“ (Arthur Miller), Regie: Anna Badora, Schauspielhaus Graz, 2010
- Gesellschaftsstimme, „Kopfsteine“, Regie: Astrid Ebner, dramagraz, 2009

## Filmografie
- 2012: Auf der Suche nach Jaqueline Bush (Kinofilm, Regie: Fritz Aigner, David Köstner)
- 2024: Ostfriesenkrimi: Ostfriesenhölle (ZDF, Regie: Katrin Schmidt)
- 2024: The Austrian Case (Mini-Serie Netflix, Regie: Kirstin Brandt)
- 2024: Alles was zählt, Folgen 4646–4649, (RTL, Regie: Inga Nerlich)
- 2025: Babylon Berlin, 5. Staffel, (ARD, Sky, Regie: Henk Handloegten)
- 2025: Wilma will mehr

## Auszeichnungen
- 2023 Nominierung der Faust Theaterpreis für Ebru Tartici Borchers. Mitwirkende in der Produktion „Amsterdam“
- 2017 „Beste Nachwuchskünstlerin“: Ulrich-Burkhardt-Förderpreis[4]